# Callionima inuus
Callionima inuus este o specie de molie din familia Sphingidae. A fost descrisă de Rothschild și Jordan, în anul 1903. Este întâlnită din Mexico, Belize, Guatemala, Nicaragua, Costa Rica și Panama până în Venezuela, Paraguay, Bolivia, Brazilia, Argentina și Peru.
Anvergura este de 67-72 mm. Adulții zboară tot anul.

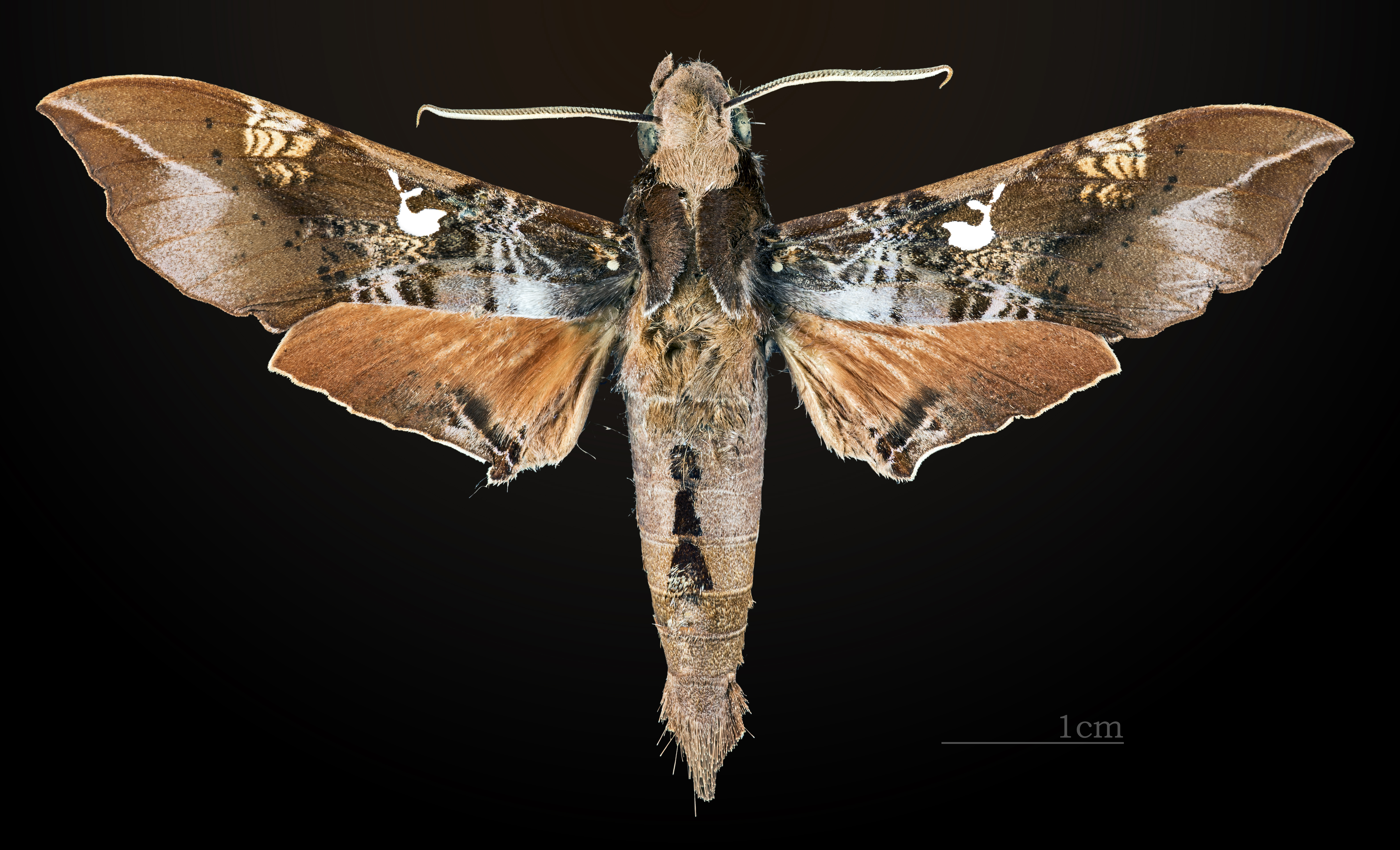
♂
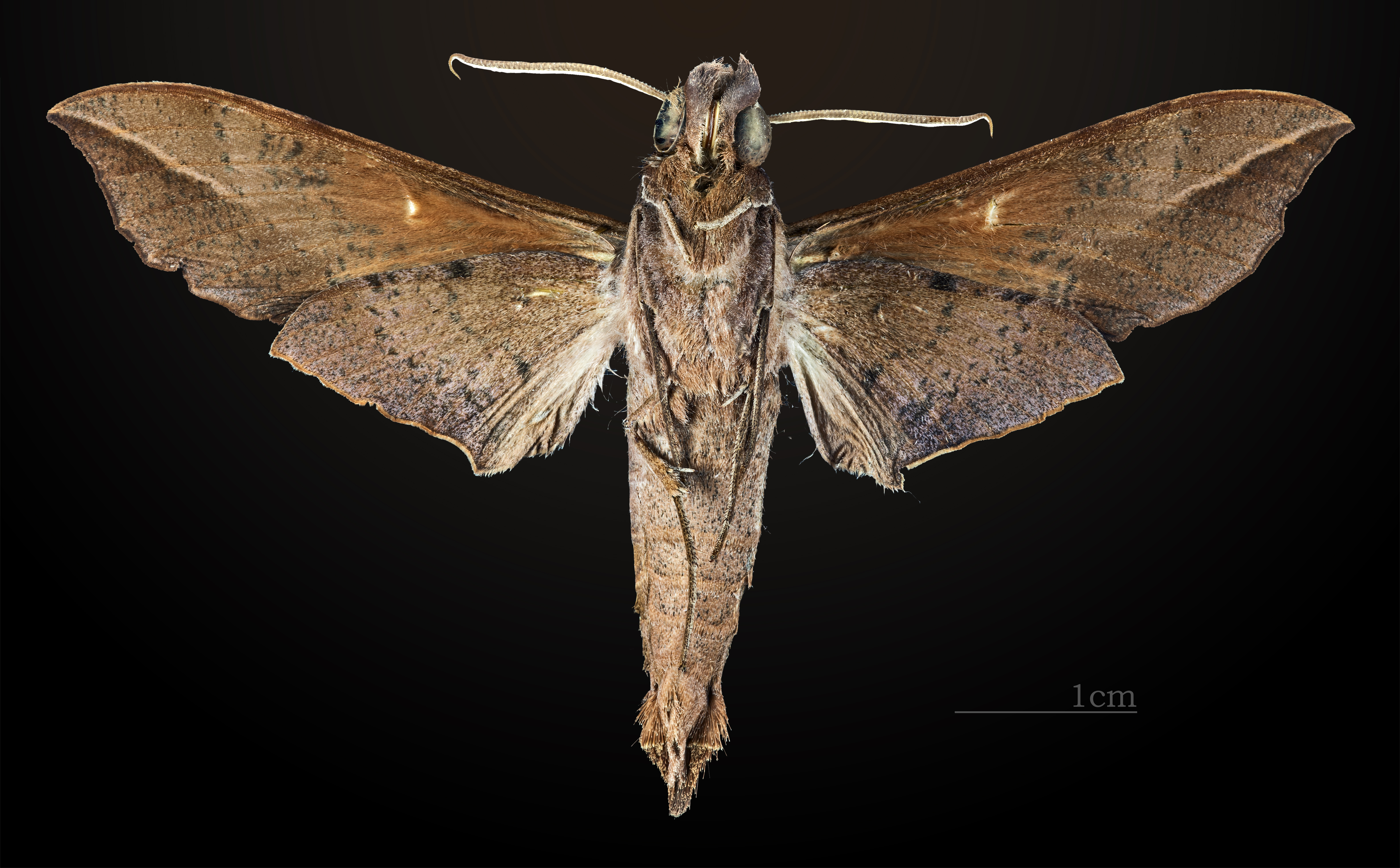
♂ △
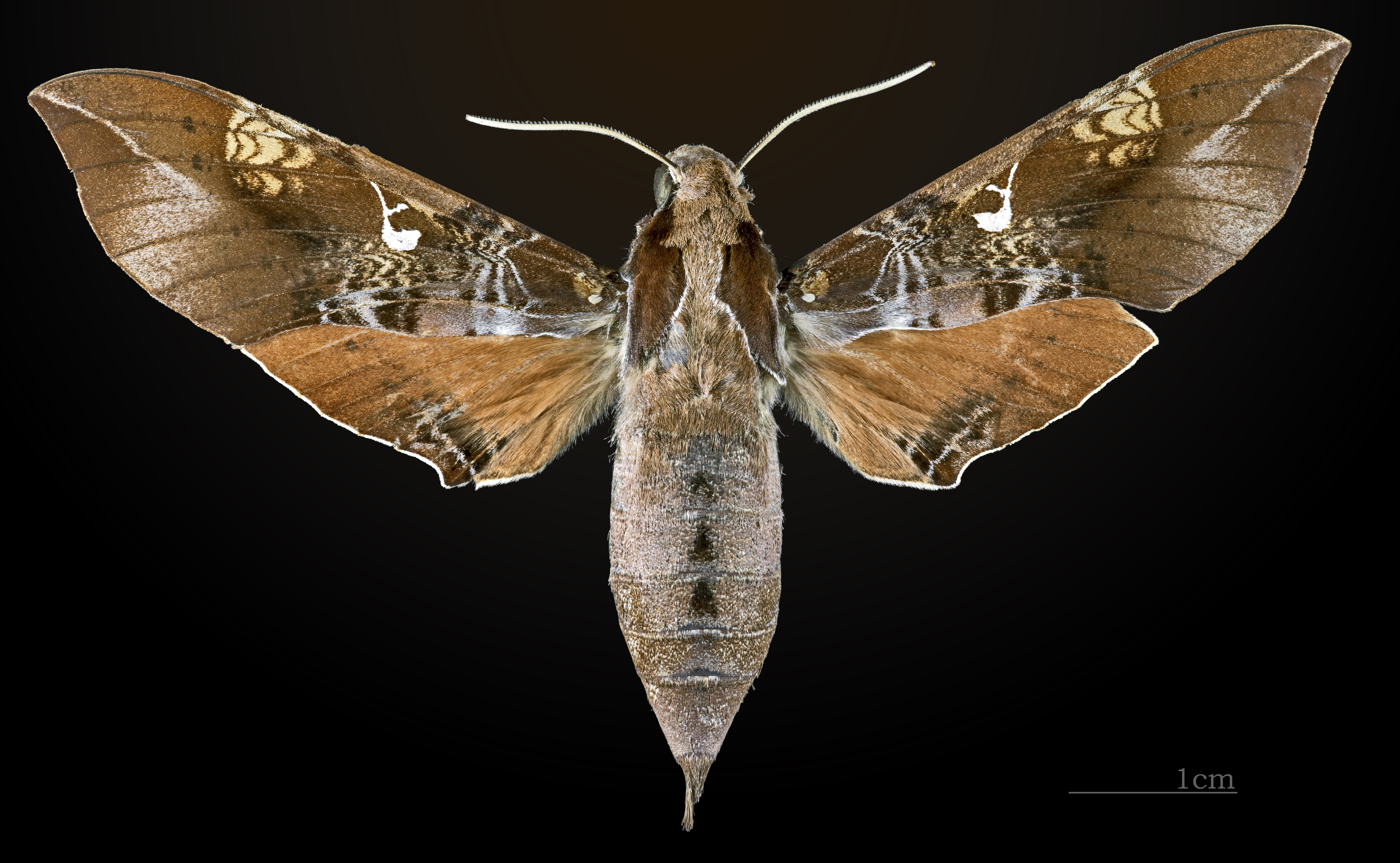
♀
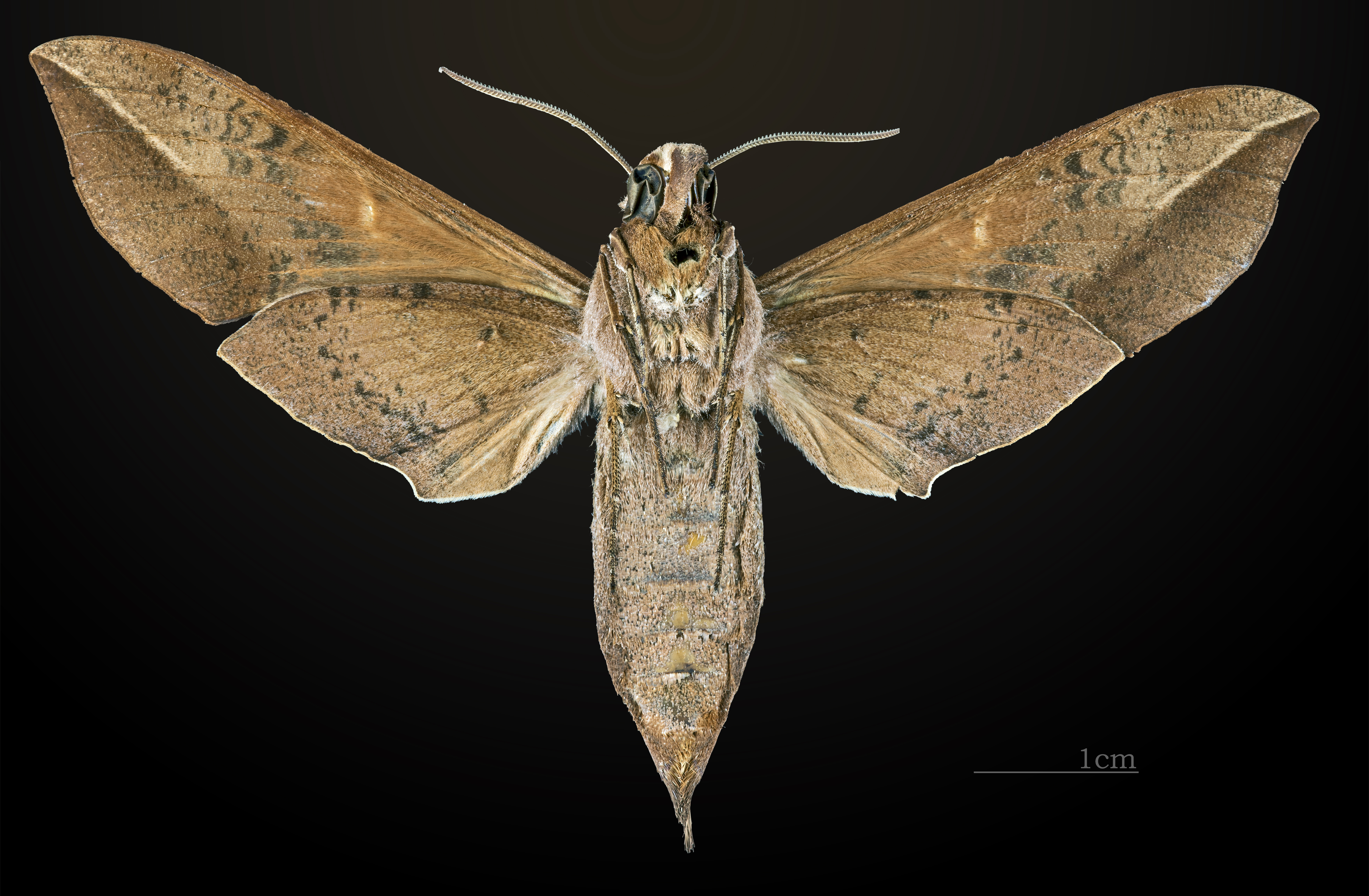
♀ △

Larvele se hrănesc cu Tabernaemontana alba și alte specii de Apocynaceae.